# Theodor Asholt
Theodor Asholt (* 8. Mai 1890 in Friedrichsdorf; † 30. Januar 1969 in Echternacherbrück) war ein deutscher Politiker (SPD).

## Leben
Theodor Asholt besuchte 1901 bis 1908 die Volksschule Friedrichsdorf und legte 1908 das Abitur am Evangelisch Stiftischen Gymnasium Gütersloh ab. Ab 1908 studierte er Philologie in Göttingen und Münster. 1914 bis 1918 leistete er Kriegsdienst. Nach dem Krieg legte er 1919 sein Staatsexamen und 1920 die Assessorprüfung ab. 1928 wurde er in Gießen zum Dr. phil. promoviert. Nach dem Studium arbeitete er als Lehrer und wurde 1927 Studienrat in Herne und 1929 in Köln. Nach der Machtergreifung der Nationalsozialisten wurde er entlassen. Er machte 1934 bis 1936 eine Gärtnerlehre und arbeitete 1937 bis 1949 als Obstanbauer in Echternacherbrück. Dazwischen war er 1939 Ausbildungsoffizier in Saarburg, bis er 1940 aus der Wehrmacht entlassen wurde. 1949 bis 1955 war er Studienrat bzw. Oberstudienrat am Max-Planck-Gymnasium Trier.

## Politik
Asholt war vor 1933 Bezirksvorsitzender der Deutschen Friedensgesellschaft für die obere Rheinprovinz und Mitglied der Demokratischen Partei. 1939 wurde er Mitglied der NSV.
Nach dem Krieg wurde er 1945 Mitglied der SPD und war für seine Partei 1946 bis 1960 Mitglied der Kreisversammlung bzw. des Kreistags Bitburg und 1952 Mitglied der Amtsvertretung Echternach. Dem Rheinland-Pfälzischen Landtag gehörte er in den beiden ersten Wahlperioden von 1947 bis 1955 an. Im Landtag war er Vorsitzender des Grenzlandausschusses und Mitglied im Kulturpolitischen Ausschuss und Sozialpolitischen Ausschuss. Ende der 1950er Jahre wurde er Mitglied der Deutschen Friedensunion (DFU). Er war 1958 bis 1965 Vorsitzender des Volksbildungswerks Echternacherbrück.

## Werke
- Marxismus und Ethik. Diss., Gießen 1928